# Dežanovac
Dežanovac (česky Dežanovec, maďarsky Szentlélek, srbsky Дежановац) je vesnice a správní středisko stejnojmenné opčiny v Chorvatsku v Bjelovarsko-bilogorské župě. Nachází se asi 8 km západně od Daruvaru. V roce 2011 žilo v Dežanovaci 888 obyvatel, v celé opčině pak 2 715 obyvatel, z čehož 627 obyvatel bylo české národnosti.
Opčina zahrnuje celkem 12 trvale obydlených vesnic. Nejvíce Čechů žije ve vesnicích Donji Sređani, Drlež, Golubinjak, Gornji Sređani, Ivanovo Polje, Kaštel Dežanovački a Trojeglava. Ve středisku opčiny Dežanovac v roce 1991 bylo 29,71 % obyvatel české národnosti, tedy 298 obyvatel z tehdejších 1 003 obyvatel.
- Blagorodovac – 229 obyvatel
- Dežanovac – 888 obyvatel
- Donji Sređani – 183 obyvatel
- Drlež – 17 obyvatel
- Golubinjak – 154 obyvatel
- Gornji Sređani – 265 obyvatel
- Goveđe Polje – 100 obyvatel
- Ivanovo Polje – 233 obyvatel
- Kaštel Dežanovački – 45 obyvatel
- Kreštelovac – 125 obyvatel
- Sokolovac – 222 obyvatel
- Trojeglava – 254 obyvatel